# Francis Wayland Parker

Francis Wayland Parker (1894)

 Francis Wayland Parker (* 9. Oktober 1837 in Piscataquog, Hillsborough County, New Hampshire; † 2. März 1902 in Pass Christian, Mississippi) war ein US-amerikanischer Reformpädagoge.

## Jugendjahre
Parker wurde in dem kleinen Ort Piscataquog bei Bedford in New Hampshire geboren, den sein Großvater väterlicherseits gegründet hatte. Er erhielt seinen Namen Francis Wayland nach dem berühmten Prediger und späteren Präsidenten der Brown University. Seine Mutter, Milly geb. Rand, war Lehrerin, so dass Francis schon vor Schulbeginn Lesen konnte. Sein Vater William starb, als er sechs Jahre alt war, und ein Onkel wurde sein Vormund. Er besuchte die Schule nur bis zum Alter von sieben Jahren. Mit acht Jahren wurde er auf einen Bauernhof gegeben. Hier lebte er fünf Jahre und entwickelte seine lebenslange Liebe zur Natur. Er ging nur acht Wochen während der Wintermonate zur Schule.
Als er 16 war, begann er als Dorflehrer zu unterrichten. In Corser Hill, Boscawen, New Hampshire unterrichtete er 75 Schüler und verdiente 15 Dollar im Monat. Viele seiner Schüler waren älter als er und hatten einige Lebenserfahrung gesammelt. Danach unterrichtete er in Auburn und verdiente bereits 18 Dollar. Mit 21 Jahren ging er nach Hinsdale, Massachusetts, und schließlich unterrichtete er an der Schule in seinem Heimatort. In Carrollton, Illinois, wurde er dann Schulleiter an der einzigen Schule am Ort. Hier blieb er zwei Jahre lang mit nur einem Assistenten bei 125 Schülern im Alter von 12 bis 25 Jahren.

### Kriegsjahre
Mit Ausbruch des Bürgerkrieges trat Parker im August 1861 in die Freiwilligen-Armee der Union (Nordstaaten) ein. Er wurde als Leutnant der Company E, 4th New Hampshire Volunteer Infantry gewählt. In der Schlacht von Deep Bottom, Virginia, im August 1864 wurde er verwundet und im Januar 1865, nach dem Angriff auf Fort Fisher, North Carolina, zum Oberstleutnant (Lieutenant Colonel) und Kommandanten der 4th New Hampshire Kompanie befördert. Im Mai 1865 geriet er in North Carolina in Gefangenschaft. Für seinen Kriegsdienst erhielt er die Bestallungsurkunde als Oberst (Colonel) der US Volunteers für „treue und verdienstvolle Leistungen“ („faithful and meritorious service“). Aufgrund seiner Verwundungen an Kinn und Hals mit gequetschter Luftröhre blieb seine Stimme mehr oder weniger heiser. Nur wenn er tief bewegt war, wurde sie klar und stark.
Im Dezember 1864 heiratete er Phene E. Hall, eine Lehrerin, die er aus Kindheitstagen kannte. Ihre Tochter starb im Kleinkindalter und 1871 starb auch Phene.

## Studium und Lehrer
Nach dem Krieg nahm Colonel Parker – wie er jetzt genannt wurde – das Studium am Dartmouth College in Hanover auf, das er 1886 mit dem M.A. (Master of Art) abschloss.
Danach unterrichtete er drei Jahre in Manchester und ab 1869 in Dayton, Ohio, wo er Leiter der Normal School wurde. Die Normal School war eine Ausbildungsstätte für Lehrer, welche die Normen für den Unterricht festlegt – daher der Name. Hier kritisierte er die Schulbücher und bekam Ärger mit den Verlagen, die in ihm den Feind witterten und seine Entlassung forderten, da sie sonst bankrottgehen würden. Stattdessen wurde er zum Assistent Superintendenten ernannt. Zu dieser Zeit waren ihm die von Horace Mann angestrebten Reformen in Massachusetts und Edward Austin Sheldon bekannt, der eine Schule für die Lehrerausbildung in Oswego, New York, gegründet und als erster Lehrmethoden nach Pestalozzi angewendet hatte.

### In Europa
Nach dem Tod seiner Frau gab er bald seine Stellung auf und reiste 1872 Parker nach Deutschland und studierte an der Friedrich-Wilhelm-Universität in Berlin und lernte zwangsläufig Deutsch. In Deutschland lernte er auch die Erziehungsmethoden von Friedrich Fröbel und Johann Heinrich Pestalozzi näher kennen, die das Kind in den Mittelpunkt stellten. Sein besonderes Interesse fand Johann Friedrich Herbart. Herbarth forderte einen praxisbezogenen gemeinschaftsfördernden Unterricht. Lernen durch Anschauung sei wichtiger als Buchwissen. Nötig sei die umfassende Entwicklung der geistigen, sittlich-religiösen und körperlich-werktätigen Kräfte („Kopf, Herz, Hand“). Auch Johann Amos Comenius’ Prinzip Lernen durch Tun (learning by doing) begeisterte ihn. Die deutschen Turnvereine von „Turnvater Jahn“ waren ebenfalls eine neue Erfahrung – Ein gesunder Geist in einem gesunden Körper. Vieles, was er in Europa gesehen hatte, sollte später in seine Lehrerausbildung einfließen.

## Die Quincy-Methode
Als Parker 1875 nach Amerika zurückkehrte, wurde er am 1. April zum Superintendenten der Schulen in Quincy, Massachusetts, ernannt, einem Ort, der heute lediglich durch den Neponset River von Boston getrennt wird.
Nach seinen in Deutschland gewonnenen Erkenntnissen war er jetzt ein Gegner der Vereinheitlichung, Drill des Einzelnen und Lehrmethoden, die damals hauptsächlich auf der ständigen Wiederholung und damit dem Auswendiglernen des Unterrichtinhalts basierten. Sein Leben lang geißelte er „The three Rs“: Read, wRite, Recite (Lesen, Schreiben, Aufsagen bzw. Wiederholen). Wer nur auswendig lernen lässt, schafft im Kopf der Kinder nur zufällige Verbindungen, die auf keinerlei Verständnis aufbauen. Regeln könnten so vielleicht gelernt werden, wirkliches Wissen jedoch nicht.
Parker sicherte sich einen Stamm von Lehrern, denen er seine Vorstellungen des Unterrichts beibrachte. Die Reform begann in der Grundschule. Anstatt das ABC zu lernen, wurden die Kinder mit kurzen Wörtern an der Tafel vertraut gemacht (Ganzwort-Methode heute). Die Anzahl der Fächer wurde von 7 auf 3 reduziert. Die alten Lesebücher wurden vollständig aufgegeben. Stattdessen gab es interessante Artikel aus Scribner’s Magazine, das illustriert war, oder The Atlantic Monthly. Sie mussten viel schreiben, jedoch nicht Abschreiben, sondern aus dem Gedächtnis. Durch diese Übungen lernten sie schnell, ganze Sätze zu formulieren und konnten sich bald ebenso gut mündlich ausdrücken. Durch die Korrektur von Fehlern lernten sie Rechtschreibung und Grammatik, ohne das Pauken von Regeln.
Parker erklärt an einem Beispiel: Eine Mutter in der Küche bringt ihrer Tochter Brotbacken nicht bei, indem sie ihr einen Laib gibt und sagt, sie solle ihn analysieren. Sie gibt ihr die Zutaten, zeigt ihr wie und in welchem Verhältnis diese gemischt werden und nach wiederholten Versuchen, lernt die Tochter wie ein Brot hergestellt wird. Sie könnte ihr ganzes Leben damit verbringen, die Brotlaibe zu analysieren, um deren Bestandteile zu erkennen, und dennoch würde sie nicht in der Lage sein, ein gutes Brot zu backen. Auf diesem Weg könnte sie eine gute Analystin werden, jedoch niemals eine gute Brotbäckerin. Die Quincy Methode sei nichts anderes als die praktische Anwendung des gleichen Prinzips im Klassenraum.
Das School Board mit John Quincy Adams, James H. Slade und Charles Francis Adam stand hinter ihm. Adam schrieb: „Erziehung muss zu seinen Anfangsgründen zurückkehren. Nicht viel muss versucht werden, sondern was in Angriff genommen wird, muss sorgfältig getan und auf seine praktischen Ergebnisse und nicht auf die theoretische Wichtigkeit geprüft werden. Vor allem wurden die einfachen nachvollziehbaren Prozesse der Natur observiert. Die Kinder sollten Lesen, Schreiben und Rechnen lernen wie sie Schwimmen, Eislaufen oder Ballspielen erlernten. Eine Regel, wie das erreicht wird, gab es nicht; die Tatsache, dass es gut getan wird, war alles.“
Parkers Unterricht wurde als Quincy Methode bekannt und es gab natürlich auch viele Kritiker. 1879 ordnete die Schulbehörde einen staatlichen Test an, mit dem Ergebnis, dass die Schüler aus Quincy besser abschnitten als die anderen Schulen in Massachusetts. In den drei Jahren von 1878 bis 1880 hatten mehr als 30.000 Menschen die Schulen von Quincy besucht.
Ein geringeres Budget, was neben der Ausstattung auch geringere Lehrergehälter bedeutete, führte schließlich zum Ende des Versuchs. Daraufhin verließen die von Parker ausgebildeten guten Lehrkräfte Quincy und er selbst ging 1880 nach Boston als Supervisor der dortigen Schulen. In Boston lernte er seine zweite Frau Francis Stuart, eine Lehrerin an der 1880 gegründeten Boston School of Oratory (heute Emerson College), kennen und heiratete 1882 noch einmal. Sie interessierte sich für Kunst und Literatur und unterstützte Parker mit Rat und Tat bei seiner Arbeit an der Schule. Sie war beteiligt an der Gründung der beiden ersten Frauenvereinigungen Chicagos Women Club und Fortnightly. Sie war eine unermüdliche Arbeiterin und ausgezeichnete Lehrerin mit kühlem Kopf und konnte oftmals die Waage bei Entscheidungen zu Parkers Gunsten tarieren. Seine Frau verstarb am 1. April 1899.
In den fünf Jahren in Quincy 1875 – 1880 hatte Parker die erste größere Schulreform in den Vereinigten Staaten durchgeführt, die für weitere Ausbreitung sorgte.

## Lehrerausbildung an der Cook County Normal School

Cook County Normal School 1903

Die Cook County Normal School in Englewood war 1867 als erste Lehrerbildungsinstitution des Staates Illinois gegründet worden. Nach dem Tod ihres Leiters, Daniel S. Wentworth, suchte man einen Administrator mit neuen Ideen. Alice Putnam, die hier einen Kindergarten betrieben hatte, setzte sich dafür ein, dass Parker, dessen Methoden ihr von seiner summer school in Martha’s Vineyard bekannt waren, 1883 an die Normal School in Englewood berufen wurde. Sie zog sogar in die Nähe, damit ihre drei Töchter die angeschlossene Übungsschule besuchen konnten. Parker galt nach seinem landesweit bekannten Schulversuch in der Stadt Quincy als Begründer eines kindzentrierten Unterrichts, der ausgeht vom Lernbedürfnis und der Neugier des Kindes und anstelle des „Buchwissens“ das praktische Handeln in den Mittelpunkt stellt. Das Kind sollte gerne in die Schule gehen. Bei Parkers Dienstantritt bestand das Schulgebäude aus 27 Räumen mit einem separaten Internatsgebäude, das bald Studentinnen aus dem ganzen Land anzog. Die Schule hatte drei Abteilungen: einer beruflichen Lehrerbildung, einer Übungsschule (Practice School) mit acht Klassen und die vier Stufen einer High School sowie einen Kindergarten. Es gab keine Studiengebühr für die Einwohner von Cook County, andere Schüler zahlten 75 $. Die vorgeschriebene Ausbildung dauerte 40 Wochen. Kandidaten für das Diplom wurden sowohl nach ihrem Wissen als auch nach ihren Fertigkeiten beurteilt. Sie wurden nicht nur nach ihrer Fähigkeit zu „führen“ und „eine Klasse einigermaßen gut zu unterrichten“ beurteilt, sondern auch nach ihrem Mut, für die Ideale der neuen Erziehungsmethoden einzutreten. Der Klassendurchschnitt lag zwischen 1883 und 1886 bei 68 Graduierten.
In seinem Bericht an die Schulkommission 1883–1884 beschrieb Parker seine Ansichten: Der größte Teil der öffentlichen Schulen des Landes sei in Händen von unkundigen, ungeschulten und ungebildeten Lehrern, die jedoch keine Schuld trifft, sondern diejenigen Leute, die sie beschäftigten. Die Einführung neuer Studien und die Fächer, die ihnen in den letzten Jahren aufgezwungen wurden, habe lediglich dazu geführt, die Lehrer zu überlasten und die Schüler zu verwirren – Deutschland und Frankreich haben bereits das Problem der gebildeten und ausgebildeten Lehrer gelöst. Amerikanische Schulen wurden jedoch Asyl und Zuflucht für ungeschulte und ungebildete Lehrer. Viel Geld würde ausgegeben für die Supervision, die jedoch hauptsächlich aus Unterdrückung bestehe anstatt aus Freiheit. Es gäbe viele Lehrer, die mit der Hilfe von Experten und unbehindert von formalen Prüfungen und unsinnigen Zwängen ihre Leistungen verdreifachen könnten. Erziehung sei eine Wissenschaft, die amerikanische Universitäten und Colleges nicht erkannt hätten. Es gäbe kaum einen Lehrstuhl für Pädagogik und so fehlen auch die Curricula. Nur die fortschrittlichen hätten diese Wahrheit erkannt und so habe die University of Chicago eine Fakultät für Erziehung gegründet, deren Leiter John Dewey sei. „Das einzige Mittel auf Erden durch das Unterrichtsfächer zu einem Wert für unsere Kinder werden und zur Charakterbildung beitragen kann, ist durch gut erzogene, ausgebildete, sympathische und hingebungsvolle Lehrer.“
Als erstes richtete Parker einen Werkraum ein und sagte, dass seine erste Erfahrung mit echter freiwilliger Aufmerksamkeit an dem Tag war, als er die erste Klasse mit Säge und Hobel arbeiten sah.
Strenge Disziplin, Rangfolgen sowie Strafen lehnte er ab. Die Kinder lernten in Gruppen und der Unterricht war projektbezogen und damit fächerübergreifend. Lesen, Buchstabieren und Schreiben wurden als „Kommunikation“ zum Unterrichtsfach. Kunst und Sport wurden dem wöchentlichen Stundenplan hinzugefügt. Durch das Nahebringen der Natur unterrichtete er seine Schüler in Naturwissenschaften. Musik und Gesang gehörten ebenfalls zum Unterricht.
1889 konnte Parker Flora Juliette Cooke als Lehrkraft für seine Schule gewinnen, die ein Buch mit Geschichten für Kinder geschrieben hatte. Auch der Maler John Duncan nahm eine Stelle als Kunstlehrer an.

Parkers Pädagogik-Modell

Parker fürchtete sich bei seinen Experimenten nicht vor Niederlagen. Er sagte: „Der Weg zum Erfolg führt durch ständiges Stolpern“. Er meinte auch, man solle für die Ewigkeit planen, jedoch arbeiten, wie wenn man morgen sterben könnte (we should plan as if we expected to live forever, but work as though we knew we should die tomorrow).
Parkers Methoden waren so neu und einflussreich, dass der ehemalige Kinderarzt Joseph Mayer Rice auch die Cook County Normal School aufsuchte. Rice war kein Schulinspektor, sondern ein unabhängiger Beobachter, der für seine erste Studie sechs Monate in Schulen verbrachte, den Unterricht beobachtete und seine Notizen auswertete. Er wollte wissen, wie die Schüler tatsächlich lernen und nicht, welche guten Absichten die Lehrkräfte vertreten. Dafür hatte er unabhängige Beurteilungskriterien aufgestellt. Rice besuchte zwischen Januar und Juni 1892 insgesamt 36 Schuldistrikte und veröffentlichte seine Resultate ohne Abstimmung mit den Behörden.
Parkers Schule bezeichnete er „als ein seltenes Beispiel effektiver Pädagogik“. Biologie wird mit Zeichnen (Kunst) verbunden: Beobachtungen eines Schülers (4th grade) an einem Kirschbaum im Park der Schule von April – Juni mit Zeichnungen (Original war in Farbe). Biologie wird mit Arithmetik verbunden: Keimen. Die Aufnahme von Wasser durch Samen. Wie viel Gramm Wasser werden durch 10 Gramm Samen aufgenommen? 10 Gramm Samen nehmen den wievielten Teil ihres Gewichts mit der Wassermenge auf? Trockene Samen nehmen wie viel Prozent ihres Gewichts an Wasser auf? Zusammensetzung des Bodens: 50 Gramm Erde enthalten wie viel Sand? Wie hoch ist der Anteil von Sand in 50 g Erde?
1883 wurde in der Chicago Tribune ein Streit darüber ausgetragen, welche Fächer an öffentlichen Schulen unterrichtet werden sollten. Die Fächer, in denen Parkers Lehrerinnen ausgebildet wurden, wie Musik, Sport, Deutsch, das Malen mit Wasserfarben und Modellieren mit Ton wurden als „fads und frills“ (Hobby und Schnickschnack) bezeichnet, seien überflüssig für normale Schüler und interessant höchstens für die Kinder der Reichen. Das sei eine Verschwendung von Steuergeldern. Wenn solche Fächer gelehrt werden, führe das dazu, alle Kinder aufs College schicken zu müssen, auch die Kinder der Arbeiter, die mit einer solchen Ausbildung nichts anfangen könnten.

## Die Übernahme durch das Chicago Board of Education 1895
Im April 1893 hatte das Chicago Board of Education eine Ausbildungsschule für „cadets“ in Chicago eingerichtet. Die Anwärter für einen Lehrberuf mussten vormittags an der ihnen zugewiesenen Schule unterrichten („to cadet“) und nachmittags erhielten sie Unterricht über die Erziehungsmethoden. Über 300 Junglehrer (cadets) schlossen 1894 diese Kurse ab und 1895 waren es über 400, während an der Cook County Normal School, mit all ihren Möglichkeiten, weniger als 100 graduierten. Deshalb wollte das Chicago Board of Education die Schule unter ihre Aufsicht bringen, damit sie besser und wirtschaftlicher geleitet werden könne. Am 9. Dezember 1895 beschloss das Cook County Board of Commissioners, die Schule an Chicago abzugeben unter der Voraussetzung, dass die Einwohner von Cook County diese weiterhin kostenlos besuchen können. Das Chicago Board zögerte diesen Transfer zu akzeptieren, hätte er doch die Übernahme von Parker und seinem System bedeutet. Parker und seine Lehrer weigerten sich zurückzutreten. Sie arbeiteten auch ohne Bezahlung weiter. Das Chicago Board beschloss im Januar 1896 die Normal School zu übernehmen und deren Personal bis zum 1. Juli 1896 zu behalten. Gesetzlich wurde der Transfer am 22. April 1896. Die „cadets“ und ihr kleiner Lehrkörper wurden in Parkers Schule integriert und die Schule hieß von nun an Chicago Normal School. Das Board of Education in Chicago hatte die Vorschläge der von Bürgermeister Carter Harrison 1898 eingesetzten Kommission unter dem Vorsitz von William Rainey Harper zu den Aufgaben des Board of Education sowie der Standards für die Zulassung und Dauer der Lehrerausbildung nicht angenommen. 1899 kündigte Parker seine Stellung im öffentlichen Dienst und Arnold Tompkins wurde sein Nachfolger.

## Parker und das Chicago Institute Academic and Pedagogic 1899
Parkers neue Unterrichtsmethoden erweckten auch das Interesse von Mrs. Anita McCormick Blaine, die 1897 seine Normal School besichtigte. Sie erkannte sofort die weitreichende Bedeutung seiner Methode und fasste den Plan, für Parker und seine Fakultät ein eigenes Institut zu bauen, wo er frei von den Angriffen seiner Gegner arbeiten könne. 1899 hatte sie ihn überzeugt und Parker kündigte seine Stellung im öffentlichen Dienst. Er wollte das Beste aus seinen älteren Lebensjahren machen und in einer Demonstrationsschule („Labaratory School“) unbehindert für die Lehrerausbildung und Erziehung der Kinder arbeiten. Obwohl er die öffentlichen Schulen als Grundlage des Staates ansah, unterlagen seine Reformen dort zu sehr den politischen Strömungen. Dankbar begrüßte er den Bau des Chicago Institute, das neben dem eigenen Zentrum für Lehrerbildung mit einer eigenen Elementarschule verbunden sein sollte, an der die angehenden Lehrkräfte die neuen Unterrichtsmethoden anwenden sollten. Auch ein Kindergarten und eine High School waren angeschlossen. Er beschreibt sie als „ein großes Experiment in der Erziehung …. Um zu beweisen, dass Jungen und Mädchen ohne Zwang in der Schule lernen können.“ Ein ganzer Häuserblock wurde nahe dem Lincoln Park gefunden, wo die Schüler aus einer besser situierten Nachbarschaft kamen. Die Schule an der North Well Street nahm als The Chicago Institute Academic and Pedagogic ihre Arbeit auf, während die Pläne für ein neues Gebäude weiter erarbeitet wurden.
Parkers Schule in Chicago wurde von Leuten, die von seinen radikalen Ideen und Praktiken gehört hatten, aus der ganzen Welt besucht. Sie gingen von Raum zu Raum und setzten sich auf leere Stühle an der Wand. Die Kinder waren daran gewöhnt und ließen sich bei ihrer Arbeit nicht stören. Parker bestand darauf, dass die Arbeit der Versuchsschule niemals „beendet“ sein würde. Er forderte Berichte von den Lehrern und sagte: „Wenn Ihre Arbeit zu schlecht ist, um dem Tageslicht ausgesetzt zu werden, dann ist sie zu schlecht, um die Zeit der Kinder damit zu beschäftigen.“ („If your work is too poor to bear the light of day, it is too poor to occupy the time of children“.) Er glaubte, dass die sorgfältige Aufmerksamkeit, die das Schreiben für eine Veröffentlichung erfordert, hilfreich sei, um das eigene Denken zu klären und ihnen ihr Fehlen an Wissen und Fertigkeit bewusst macht und damit die Notwendigkeit zu weiterem Lernen.

## Zusammenschluss als School of Education an der Universität von Chicago 1901
William Rainey Harper, Präsident der University of Chicago, drängte Parker, sein Chicago Institute als Bestandteil einer School of Education in die Universität einzubringen, wo er in größerem Stil arbeiten könne und ihm mehr Ressourcen für die akademische Lehrerausbildung zur Verfügung stehen würden. Sowohl das Kuratorium der Universität, Mrs. McCormick Blaine sowie Parker und seine Mitarbeiter stimmten diesem Plan zu.

Blaine Hall – School of Education der Universität von Chicago

Am 5. Februar 1901 unterbreitet Anita McCormick Blaine Präsident Harper schriftlich das Angebot, eine Million Dollar in das Projekt und den Bau eines eigenen Gebäudes zu investieren, das sie zur Erinnerung an ihren verstorbenen Mann stiften wollte. Die „School of Education“ zur Lehrerausbildung und die dazugehörige „Praxis-Elementarschule“ wurden unmittelbar danach gegründet.
Die Eltern der Demonstrationsschule des Chicago Institutes drängten auf den Fortbestand ihrer Elementary School als selbständige Niederlassung mit einigen der dort tätigen Lehrkräfte, Mrs. McCormick Blaine erklärte sich bereit, diesen Zweig der Schule weiterhin finanziell einige Jahre zu unterstützen. Ein neues Gebäude wurde 1901 an der Webster Avenue gegenüber Lincoln Park errichtet und die Schule mit 180 Schülern wurde Francis W. Parker School genannt. Die Prinzipalin wurde Flora J. Cooke.
1902 verlegte Parker sein Chicago Institute an die Universität von Chicago. Die Universitätsleitung hatte John Dewey vorgeschlagen, dass er Leiter des Departments of Education bleiben und weiterhin Forschungsnachwuchs ausbilden sollte. Nun waren auch die Eltern von John Deweys Schule aufgebracht und befürchteten eine mögliche Schließung. Ella Flagg Young übernahm in Deweys Abwesenheit die Verhandlungen zwischen den Eltern und Präsident Harper. Harper zeigte sich von dem Protest beeindruckt, nicht zuletzt auch von der Zusage der Eltern, alle künftigen Defizite der Schule selbst zu tragen. So gab es zwei Jahre lang zwei Elementarschulen an ein und derselben Universität, die auch ihre eigenen Monatshefte herausgaben.

### Parker und John Dewey
Jetzt trafen der Wissenschaftler und der Praktiker aufeinander. Parker und Dewey gingen beide neue Wege in der progressiven Erziehung. Parker wusste zwar, was den Kindern beim Lernen half, er wusste jedoch nicht warum. Dewey wiederum wusste aufgrund seiner scharfsichtigen philosophischen Erkenntnisse warum. Parker wusste intuitiv, wie er arbeiten musste, fühlte sich jedoch nicht in der Lage, die Gründe in einer intellektuell überzeugenden Weise darzulegen. Er sagte einmal, dass er und Dewey die gleichen Ideen teilten, Dewey diese Ideen jedoch in philosophische Begriffe wissenschaftlich darlegen könne. Er sagte auch, dass Dewey besser für ihn sprechen könne als er selbst dazu fähig sei.
Parkers Philosophie begann mit der Beobachtung, dass Kinder in einer natürlichen Welt leben, in der ihr Lernen durch Neugier an der Umwelt angeregt wird. Deweys Konzept war das Kind, das in einer Welt von Menschen (Familie, Nachbarn, Essen und Wohnen, Kommunikation und Teilnahme) lebt und diese sozialen Muster und Aktionen die Gedanken der Kinder beschäftigen und die Quelle deren Interesse und Aufmerksamkeit seien. Parkers Ansatz führte zum Studium der Naturgesetze, während Dewey es vorzog, die Welt als soziale Organisation zu studieren.
Dieser wesentliche Unterschied zwischen ihren Erziehungsmethoden beeinflusste auch den Unterricht der jeweiligen Lehrer, was zu einigen Differenzen innerhalb der Fakultäten führte. Parker hielt sich aus gesundheitlichen Gründen am Golf von Mexiko auf, wo er überraschend im März 1902 verstarb. Im Mai wurde Dewey sein Nachfolger als Leiter der School of Education ernannt, zusätzlich zu seinen sonstigen Verpflichtungen.
Im Herbst 1903 wurden die beiden Elementarschulen fusioniert und Dewey machte seine Frau zur Prinzipalin der neuen Schule. Dagegen wehrte sich der Lehrkörper von Parkers Elementarschule vehement. Die Lehrer befürchteten, entlassen zu werden. Es gab eine regelrechte Revolte, selbst Mrs. McCormick Blaine griff ein und versuchte, die Ernennung von Alice Dewey zu verhindern. Präsident Harper arrangierte einen Kompromiss und sorgte für eine befristete Anstellung, die ein Jahr dauern sollte. Alice Dewey stand den Methoden der Lehrkräfte der Parker-Schule kritisch gegenüber und hätte kaum gezögert, Opponenten zu entlassen, die sie als inkompetent einschätzte. Im Frühjahr 1904 informierte Präsident Harper John Dewey, dass die Universität sich außer Stande sehe, die Stelle seiner Frau zu verlängern. Unmittelbar danach kündigten beide. Wilbur Samuel Jackman wurde neuer Prinzipal der Elementarschule.
Trotz ihrer unterschiedlichen Methoden achteten sich beide. 1930 lobte Dewey Parker in einem Beitrag im New Republic: Colonel Parker war, mehr als jede andere Person, der „Vater der progressiven erzieherischen Bewegung“ und bei einer anderen Gelegenheit, dass es Parkers Gabe war, „einen Studenten in Kontakt mit den Realitäten des Lebens zu bringen, am eigenen Leib die Natur zu erfahren und alles freudig, mit offenem Geist und Herzen.“
Aus Gesundheitsgründen hatten seine Ärzte Parker in den Süden geschickt. Überraschend starb er dort im Alter von 64 Jahren in Pass Christian, Mississippi, am Golf von Mexiko. Seine Urne wurde im Mai 1902 in seiner Heimat auf dem Piscataquog Cemetery, Manchester, New Hampshire, neben seiner Frau beigesetzt. An der Trauerfeier nahmen Kriegsveteranen, Lehrer und Studenten teil.

## Publikationen
- Talks on Teaching 1883 mit den Vorlesungen in Martha’s Vineyard 1879, New York 1883
- The Practical Teacher (1884);
- Course in Arithmetic (1884);
- How to Teach Geography (1885). Auszug als E-Book
- Talks on Pedagogics. Die Vorlesungen von Chautauqua 1894. Verlag: E. L. Kellog & Co. New York and Chicago
- The Ideal School as the Ideal Community. Chicago Normal Summer School 5 - 23 July 1897. Course of study in pedagogics.
- An Account of the Work of the Cook County and Chicago Normal School from 1883 to 1899. In: The Elementary School Teacher and Course of Study. Vol. II, June 1902, Page 752 of 752-780
- The Plan and Purpose of the Chicago Institute. In: The Course of study. A monthly publication for teachers and parents. Volume 1, 1900 Chicago Institute, Academic and Pedagogic., 1900
- Supplementary Reading for Primary Schools (1880). First Book (2.Ed. 1881), Second Book (2.Ed. 1881).